# Варшавский вокзал (Санкт-Петербург)
Варша́вский вокза́л — бывший железнодорожный вокзал на начальной станции Петербурго-Варшавской железной дороги (с 1907 года — Северо-Западных ж. д.) в Санкт-Петербурге. В настоящее время — архитектурный памятник, реконструированный в торгово-развлекательный комплекс и фудмолл.

## История

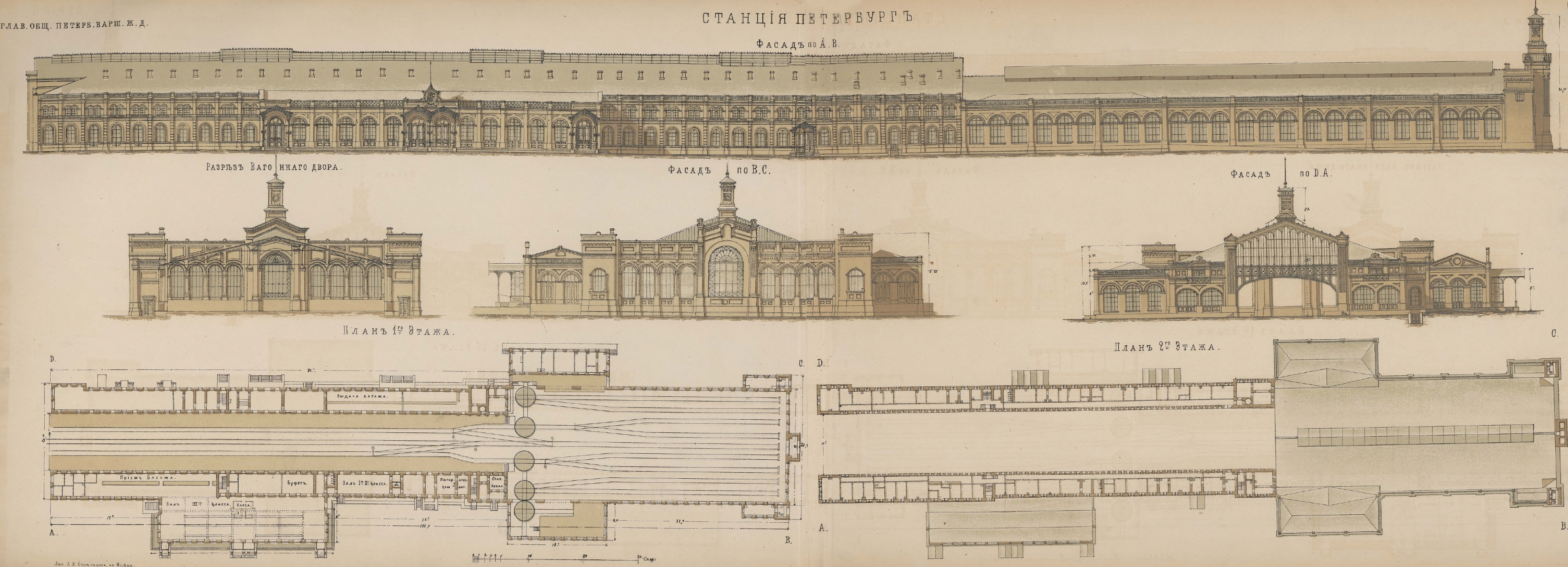
Чертёж вокзала

Вокзал построен в 1852—1853 годах по проекту архитектора К. А. Скаржинского для железной дороги от столицы до царской резиденции в Гатчине. Длина дороги составляла 44,6 км, дорога была открыта 31 октября (12 ноября) 1853 года. Здание с трёх сторон первоначально окружали платформы, перекрывавшиеся арочной конструкцией из металла и стекла.
В 1857—1860 годах с целью расширения вокзала построено новое здание (архитектор П. О. Сальманович), два каменных дома для служащих (один сохранился) и произведена реконструкция путевого дебаркадера. Каркас из железа со стеклянным заполнением, перекрывавший весь проём посадочных платформ, отвечал передовым архитектурным тенденциям того времени, однако оказался дорогим в эксплуатации и загрязнялся паровозным дымом. С 1857 года строительство линии велось Главным обществом российских железных дорог.

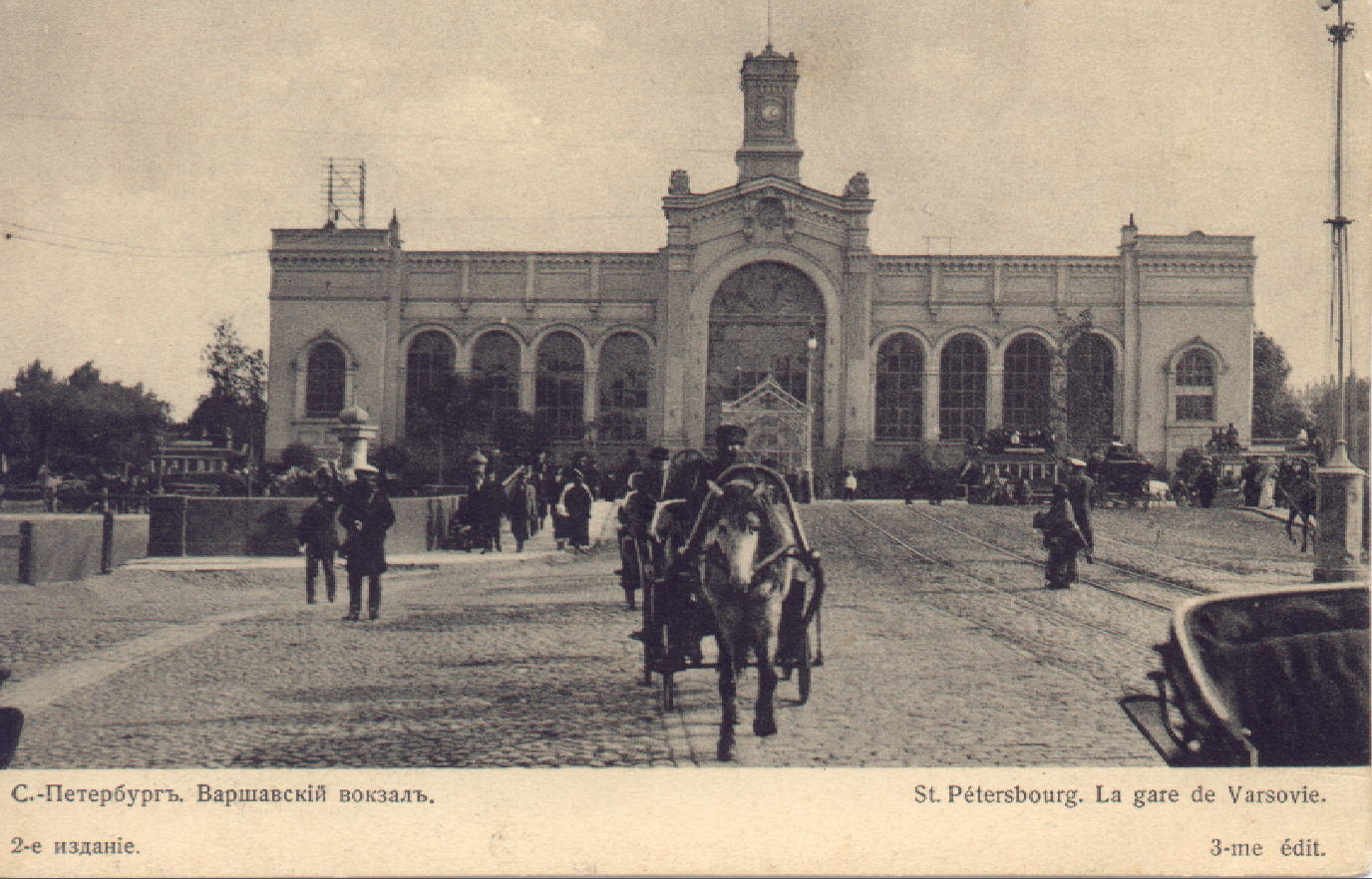
Здание вокзала в 1904 году

В 1859 году дорога проложена до Пскова (273 км), 15 (27) декабря 1862 года открыто движение до Варшавы (Петербурго-Варшавская железная дорога). Отдельная ветка до прусской границы (Ландварово — Вержболово) соединила Санкт-Петербург со столицами европейских государств.
Поезда Варшавской линии отличались удобными и богато обставленными вагонами, предназначавшимися, в первую очередь, для пассажиров первого класса. По этой дороге ходил императорский поезд и ряд «семейных» составов, принадлежавших самым богатым и влиятельным российским фамилиям. В Европу из Петербурга отправлялись с Варшавского вокзала. Отсюда отбывал в Париж воспетый Набоковым «Норд-Экспресс».
В годы Первой мировой войны Варшавский вокзал как сравнительно малозагруженный принимал эшелоны с ранеными; для приёма раненых к платформам вокзала специально была проложена ветка от городской трамвайной сети, позже продлённая в грузовой двор станции и существовавшая в таком виде до 1993 года.
В 1930-е годы на Горячем Поле близ Варшавского вокзала для доставки грузов на заводы были построены трамвайно-железнодорожная погрузочная станция и грузовой трамвайный парк, позже получивший имя Красуцкого. Согласно Генеральному плану 1935 года Измайловский проспект планировалось продлить через территорию вокзала к юго-западу, при этом здание Варшавского вокзала предполагалось снести. Эти планы реализованы не были.
Во время Великой Отечественной войны вокзал пострадал от обстрелов и бомбёжек. Реставрационные работы завершены в 1949 году. На главном фасаде вокзала, в нише, установили бронзовую скульптуру В. И. Ленина (ск. Томский Н. В.).
В 1967 году, при электрификации Варшавской линии, железнодорожные пути вынесли из-под дебаркадера, часть остеклённой крыши разобрали.

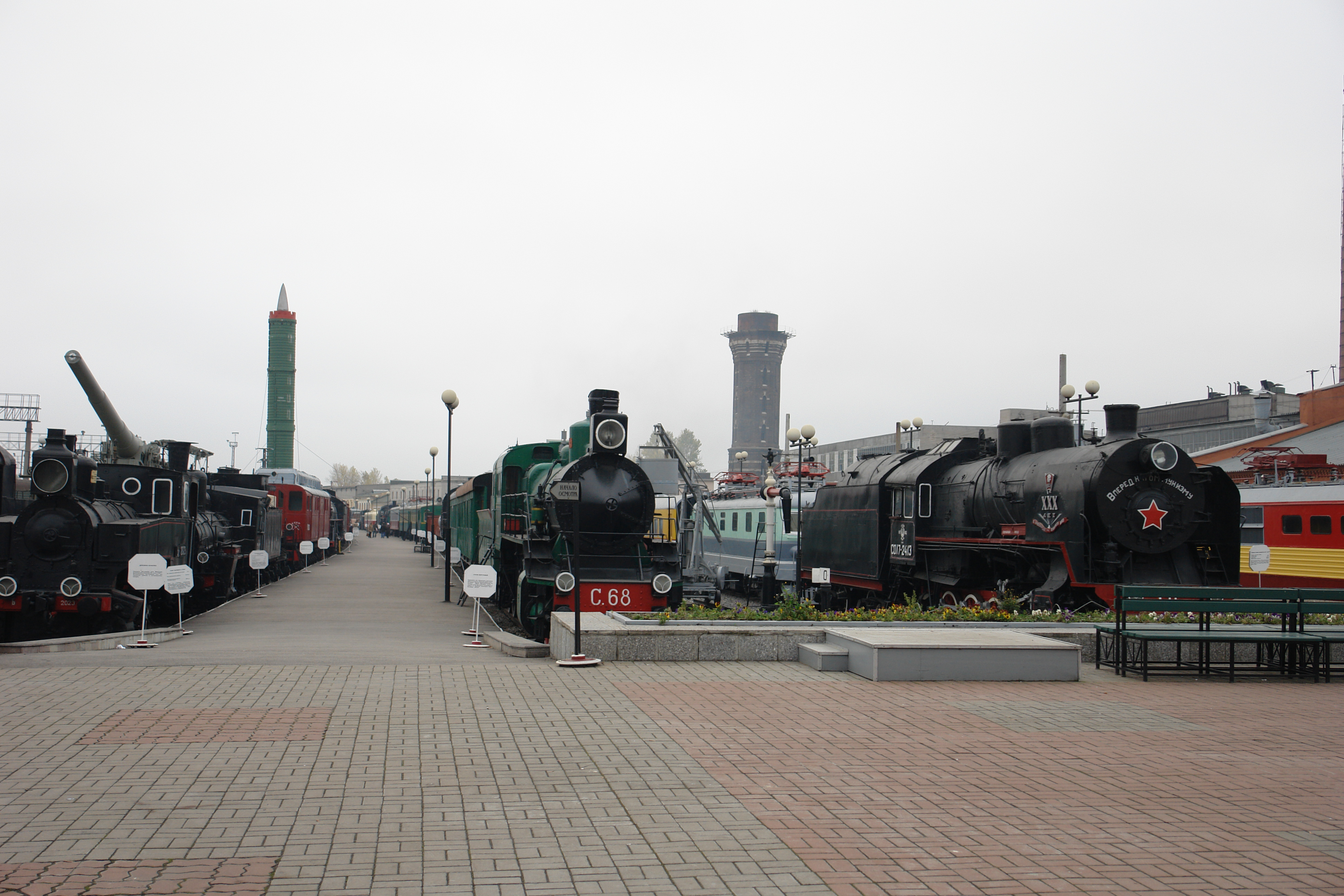
Общий вид старой музейной экспозиции на Варшавском вокзале до 2016 года. Паровоз С68 во главе центральной колонны

В советское время с Варшавского вокзала отправлялись поезда в Эстонию, Латвию, Литву, Западную Украину, Западную Беларусь, и страны социалистического лагеря (в ГДР, Польшу, Чехословакию). Кроме того, отправлялись электропоезда Лужского и Прибалтийского направлений.
15 мая 2001 года вокзал был закрыт на масштабную реконструкцию, поезда пригородного и дальнего сообщения были переведены на Балтийский и Витебский вокзалы. На части путей до 2016 года была развернута экспозиция Музея железнодорожной техники имени В. В. Чубарова. Были планы размещения в здании вокзала Музея современного искусства, по аналогии с Музеем Орсе, также располагающимся в здании бывшего вокзала в Париже. Однако вокзал был реконструирован в торгово-развлекательный комплекс «Варшавский экспресс», а памятник В. И. Ленину демонтирован. В настоящее время он расположен в дворе НГУ им. П. Ф. Лесгафта.
От названия вокзала происходят наименования соседнего проезда, моста через Обводный канал, храма, а также Варшавской улицы.
В 2011—2013 годах Варшавская линия (до ст. Броневая) и платформа «Корпусное шоссе», располагавшаяся неподалёку от вокзала и закрытая вместе с ним, были полностью разобраны.
В разных корпусах архитектурного памятника были расположены «пакгаузы комплекса зданий Варшавского вокзала», бывшие объектами культурного наследия, в основном, сняты с учёта в 2007 году и разрушены в 2013 году.
6 июня 2016 года начался переезд экспозиции подвижного состава в новые корпуса возле Балтийского вокзала по оставленному одному пути от станции Броневая до музейной экспозиции. Новый высокотехнологичный музей получает название Музей железных дорог России и становится популярным. Вся территория бывших подъездных путей и прилегающих промзон застраивается жилыми комплексами, причём Варшавская улица, вопреки ранее оглашённым планам, делается тупиковой. Некоторые постройки сохранены как исторические с перепрофилированием, в том числе круглое здание вагоноремонтного депо, здание вагонной части.
В 2021 году торговый комплекс «Варшавский экспресс» был закрыт, вместо него в ноябре 2022 года открылся фудмолл «Вокзал 1853».
В настоящее время бывшая территория вокзала застроена многоквартирными жилыми комплексами. Из существующей оснастки, помимо здания вокзала, остались только два пакгауза и водонапорная башня.

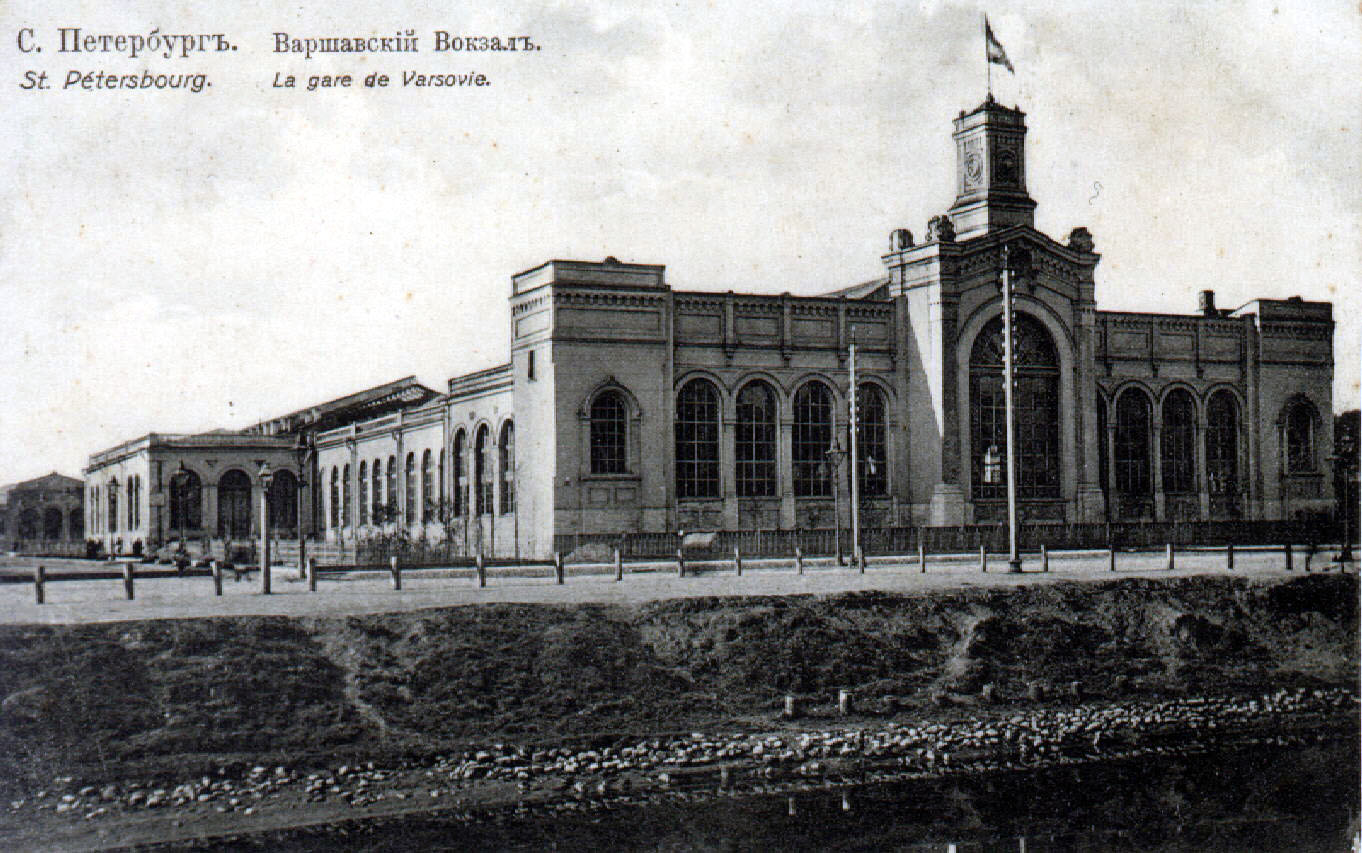
Варшавский вокзал на открытке начала XX века
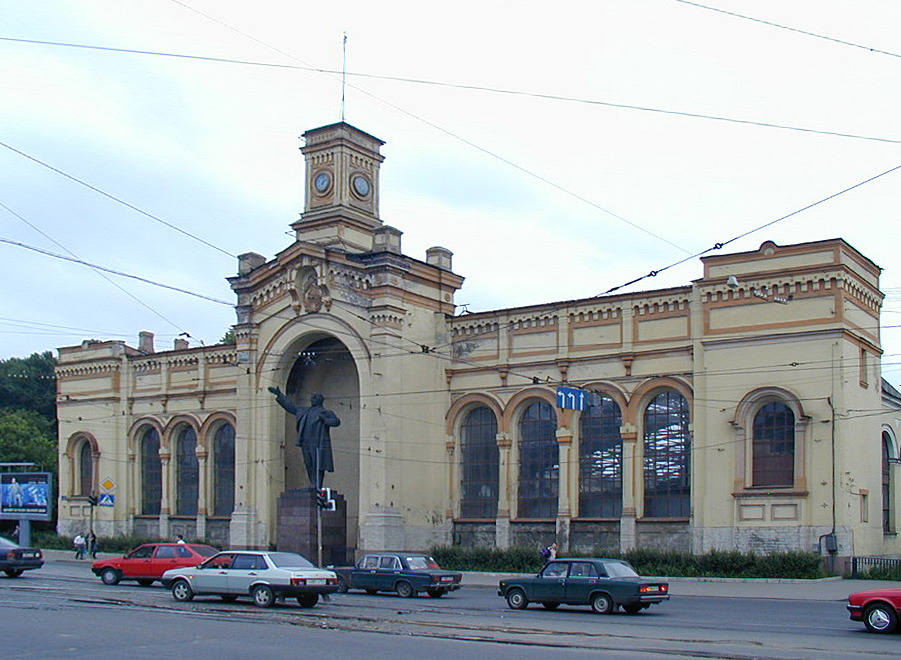
Варшавский вокзал после закрытия в 2001 г.
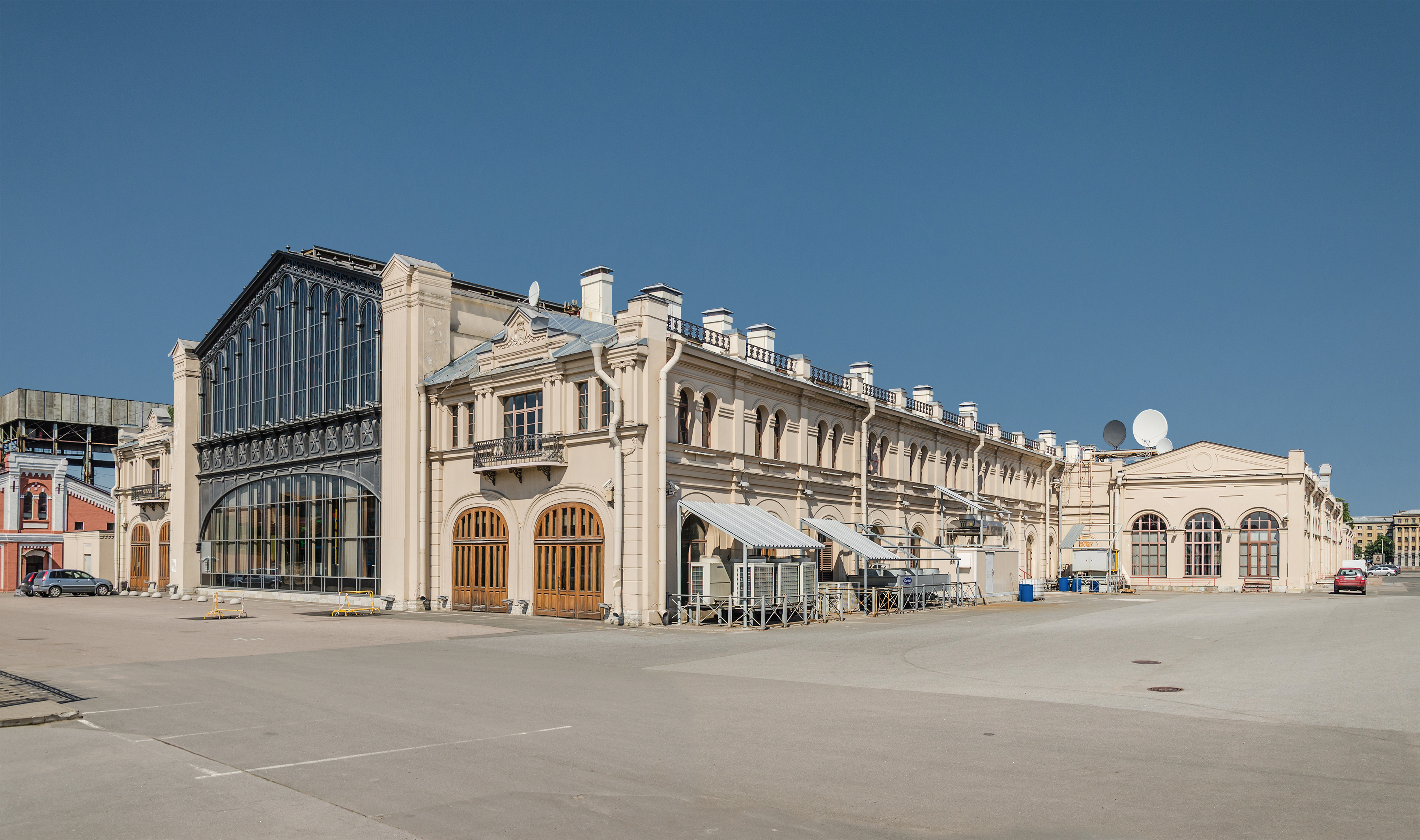
Вид со стороны путей. Фото 2012 г.
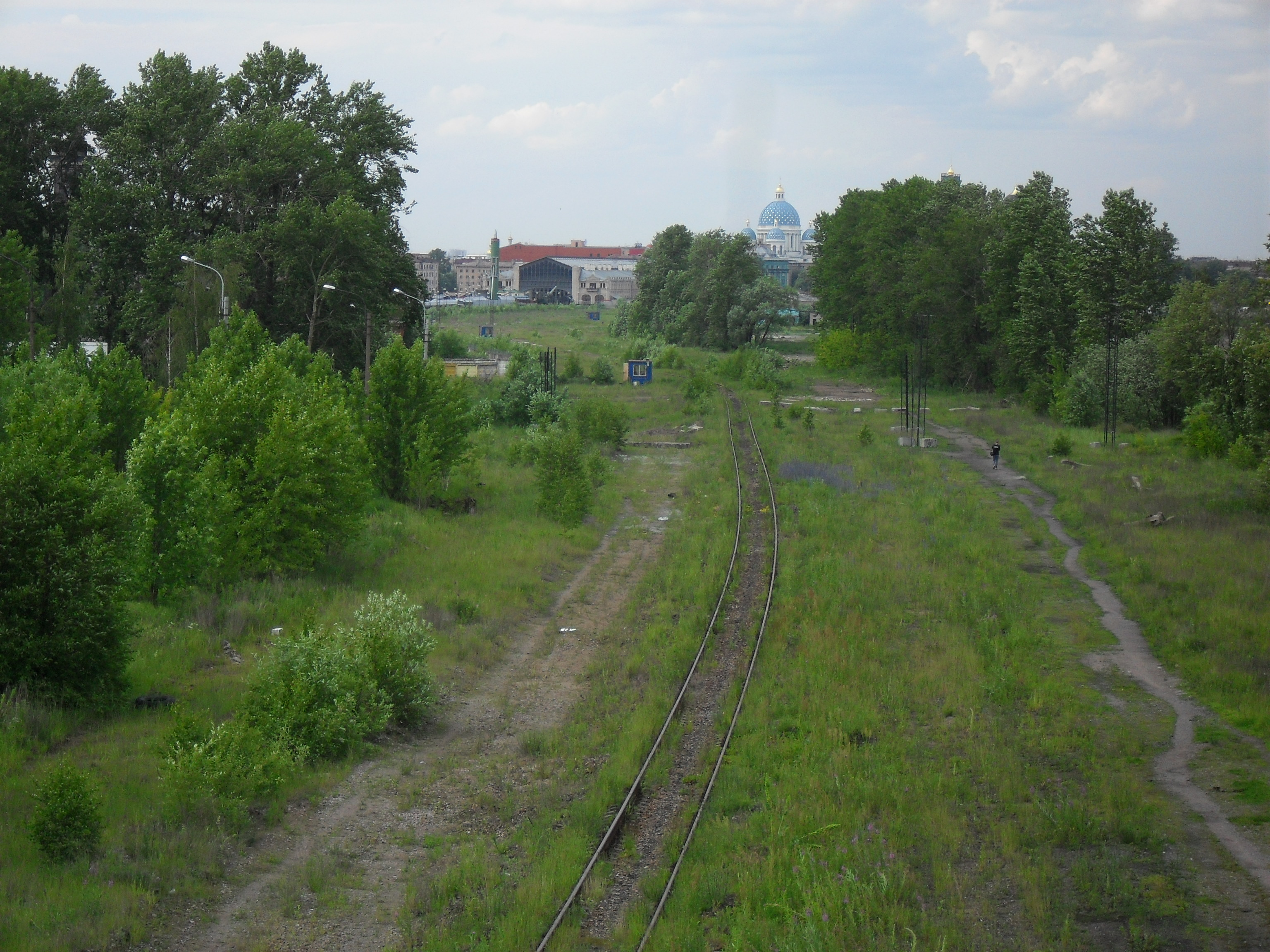
2016 год: путь, оставленный для вывода музейной экспозиции (вид с Ташкентского путепровода). Сейчас территория почти полностью застроена

## Архивные источники
- РГИА, ф. 219, оп. 1, д. 1195. «О расчёте с подр. Кудрявцевым за возобновление сгоревшего локомотивного здания на С.-Петербургской станции Варш. ж. д.» 1856—1859 гг.
- РГИА, ф. 219, оп. 7, д. 12384. «О переустройстве стеклянного фонаря над пасс. платформой на ст. С.-Петербург С.-Петербурго-Варшавской ж. д.» 1889 г.
- РГИА, ф. 446, оп. 30, д. 10. Доклад № 57 от 8 февраля 1899 г. «О развитии станции С.-Петербург С.-Петербурго-Варшавской железной дороги и о проложении 3-го пути до станции Александровской».
- РГИА, ф. 273, оп. 6, д. 1700. «По вопросу об объединении петербургских станций Балтийской и Варшавской железных дорог». 1908 г.
- РГИА, ф. 273, оп. 6, дд. 1753—1757. «Планы расположения путей и переустройства зданий на станции Петербург-Варшавский по проектам электрификации пригородного движения Северо-Западных железных дорог и развития пассажирской станции». 1912 г.
- РГИА, ф. 273, оп. 6, д. 1770. «К эскизному проекту пассажирского здания на ст. С.-Петербург-Варшавский. Схематические план и разрез здания (при осуществлении метрополитена)». 1912 г.
- РГИА, ф. 1158, оп. 1, д. 65. «Об отпуске средств на переустройство петербургских станций Северо-Западных ж. д. и на введение на дорогах электрической тяги». 1916 г.

## В кинематографе
- «Аринка» (1939)
- «Государственная граница. Мы наш, мы новый…» (1980)